# 기타 고피나트
Gita Gopinath (1971년 12월 8일생)는 인도계 미국인 경제학자다. 고피나트는 2018년 10월 국제 통화 기금 (IMF)의 첫 여성 수석 경제학자로 임명되었다. IMF이전에는 시카고 대학교에서 경제학 교수로 근무하였으며 현재 하버드 대학의 존 스완스트라 (John Zwaanstra) 경제학 교수이다. 이는 인도인으로서 두번째로 하버드대 경제학 교수로 임명 된 것이다. 또한 경제 연구국 (National Bureau of Economic Research)의 국제 금융 및 거시 경제학 프로그램의 공동 책임자이며 미국 중앙은행과 인도정부의 경제 고문으로 일을 했었다. 금융학과 거시 경제학 분야에서 세계 최고의 경제학자 중 한 명으로 불린다.

## 생애 및 교육
고피나트는 인도, 콜카타에서 태어났다. 그녀는 TV Gopinath와 VC Vijayalakshmi의 두 딸 중 막내이다. 그녀의 어머니 인 VC Vijayalakshmi는 트라방코르 왕족의 후손이다.
어릴적 고피나트는 마이소르에 있는 Nirmala Convent School에서 학교 생활을 하였고 1992년에 뉴 델리 대학에서 학사 학위를 받았으며 1994년 델리 대학교과 1996년 Washington 대학에서 경제학 석사 학위를 취득했다. 그 후 미국으로 건너가 2001년에 프린스턴 대학에서 경제학 박사 학위를 받았다. .

## 경력
2018년에 그녀는 미국에서 가장 오래된 학문기관인 미국 예술 과학 아카데미 (American Academy of Arts and Sciences)의 일원으로 선출되었다. 2017년 University of Washington에서 Distinguished Alumnus Award를 수상했다. 또한 그녀는 2014년 국제 통화 기금 (International Monetary Fund)이 선출하는 45세 이하 경제인 25명 중 한 명으로 선정되었으며 2011년에는 세계 경제 포럼 (World Economic Forum)의 젊은 글로벌 리더 로 선정되었다.

## 개인
고피나트의 남편 Iqbal Singh Dhaliwal는 매사추세츠 공과 대학 경제 학부의 Abdul Latif Jameel Poverty Action Lab의 전무 이사이다. 그들은 Rohil이라는 아들을 두고 있다.

## 참고 문헌
1. ↑  “Gita Gopinath joins IMF as its first female Chief Economist”. The Economic Times. 2019년 1월 8일. 2019년 1월 9일에 확인함.
2. ↑  “The Economist: IMF appoints a new chief economist, October 4, 2018.”.
3. ↑  “Christine Lagarde Appoints Gita Gopinath as IMF Chief Economist”. 국제 통화 기금. 2018년 10월 1일. 2018년 10월 4일에 확인함.
4. ↑  “IMF appoints India-born Gita Gopinath as Chief Economist”. The Times of India. 2018년 10월 1일. 2018년 10월 3일에 확인함.
5. ↑  “Harvard Economist Gita Gopinath Appointed Chief Economist At International Monetary Fund”. Headlines Today. 2018년 10월 2일에 원본 문서에서 보존된 문서. 2018년 10월 2일에 확인함.
6. 1 2  “10 things to know about Gita Gopinath, the new IMF chief economist”. India Today. 2018년 10월 1일. 2018년 10월 3일에 확인함.
7. ↑  “Good Enough for IMF Top Post, Gita Gopinath's Appointment as Kerala Adviser Had Left Many Unimpressed”. 《News18》.
8. ↑  “Gita hardworking and focused: Proud father”. 《Lawrence Milton》. The Times of India. 2018년 10월 2일. 2018년 10월 3일에 확인함.
9. ↑   https://scholar.harvard.edu/files/gopinath/files/cv_gopinath_2018-04.pdf
10. ↑  “Harvard economist Gita Gopinath appointed chief economist at IMF”. The Economic Times. 2018년 10월 1일. 2018년 10월 3일에 확인함.
11. ↑  “Mysuru elated as Gita Gopinath is IMF's chief economist”. 《TR Sathish Kumar》. Deccan Herald. 2018년 10월 2일. 2018년 10월 3일에 확인함.